# Ceroxyloideae
Ceroxyloideae Drude è una sottofamiglia di piante della famiglia delle Arecacee (o Palmae)..

## Tassonomia
La sottofamiglia comprende tre tribù con complessivi otto generi:
- Tribù Cyclospaeae
  - Pseudophoenix H.Wendl. ex Sarg. (4 specie)

- Tribù Ceroxyleae
  - Ceroxylon  Bonpl. (12 spp.)
  - Oraniopsis (Becc.) J. Dransf. (1 sp.)
  - Juania Drude (1 sp.)
  - Ravenea C.D.Bouché (20 spp.)

- Tribù Phytelepheae
  - Ammandra O.F.Cook (1 sp.)
  - Aphandra Barfod (1 sp.)
  - Phytelephas Ruiz & Pav. (7 spp.)